# Кучеров, Андрей Сергеевич
Андрей Сергеевич Кучеров (3 января 1996) — российский тяжелоатлет. Серебряный призёр чемпионата России 2024 года, бронзовый призёр чемпионата России 2023 года в категории до 55 кг. Мастер спорта России.

## Биография
Родился 3 января 1996 года. Проживает в Новосибирске Новосибирской области.
В феврале 2020 года присвоено звание звание "Мастер спорта России.
На чемпионате России по тяжёлой атлетике 2021 года, который состоялся в Ханты-Мансийске, Андрей в первый раз в карьере завоевал малую бронзовую медаль чемпионата страны взяв штангу весом 121 килограмм в толчке.
На чемпионате России по тяжёлой атлетике 2023 года, который состоялся в Новом Уренгое, Кучеров в первый раз в карьере завоевал бронзовую медаль чемпионата страны с общим весом на штанге по сумме двух упражнений 211 килограммов.
В июле 2024 года на чемпионате России в Новосибирске, Андрей стал вторым с результатом 210 килограммов по сумме двух упражнений.
12 мая 2025 года решением комиссии по предварительному рассмотрению случаев нарушений антидопинговых правил РАА «РУСАДА» был дисквалифицирован на 2 года за нарушение Общероссийских антидопинговых правил, с зачетом отбытого срока временного отстранения, а именно с 15 августа 2024 года.
Обучался в Новосибирском колледже автосервиса и дорожного хозяйства, в 2014 году получил диплом по специальности «автомеханик». С 2014 по 2015 годы проходил срочную службу в рядах Российской Армии в микрорайоне Кряж города Самары.

## Основные результаты
| Год  | Соревнования     | Место проведения | Весовая категория | Рывок, кг | Толчок, кг | Сумма, кг | Место |
| ---- | ---------------- | ---------------- | ----------------- | --------- | ---------- | --------- | ----- |
| 2023 | Чемпионат России | Новый Уренгой    | до 55 кг          | 95        | 116        | 211       | 3     |
| 2024 | Чемпионат России | Новосибирск      | до 55 кг          | 95        | 115        | 210       | 2     |